# Лајнвил (Ајова)
Лајнвил (енгл. Lineville) град је у америчкој савезној држави Ајова. По попису становништва из 2010. у њему је живело 217 становника.

## Демографија
Према попису становништва из 2010. у граду је живело 217 становника, што је -56 (-20.5%) становника више него 2000. године.
| Група             | 2000.       | 2010.       |
| Белци             | 272 (99,6%) | 215 (99,1%) |
| Афроамериканци    | 0 (0,0%)    | 0 (0,0%)    |
| Азијати           | 0 (0,0%)    | 1 (0,5%)    |
| Хиспаноамериканци | 0 (0,0%)    | 0 (0,0%)    |
| Укупно            | 273         | 217         |